# Puschkinie
Die Puschkinie oder Kegelblume (Puschkinia scilloides) ist eine Pflanzenart aus der Gattung Puschkinia innerhalb der Familie der Spargelgewächse (Asparagaceae).

## Beschreibung

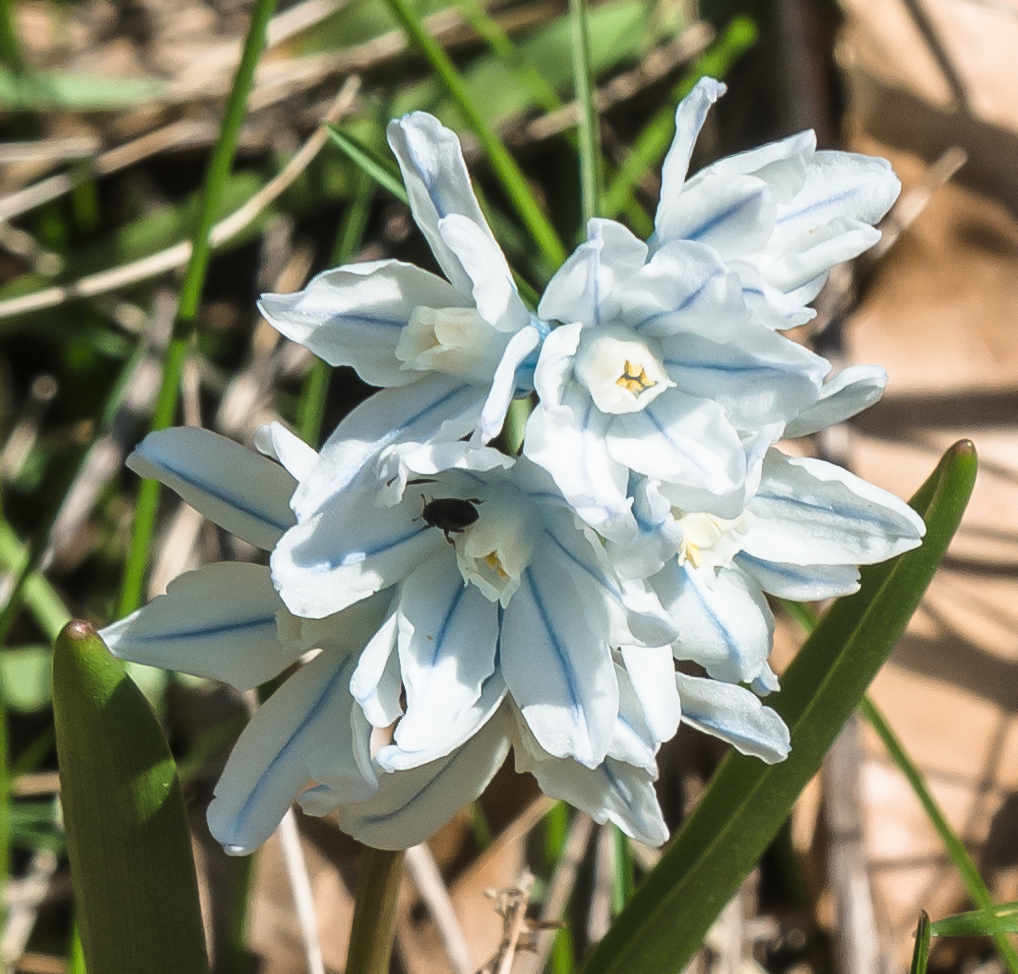
Blüte innen mit Nebenkrone

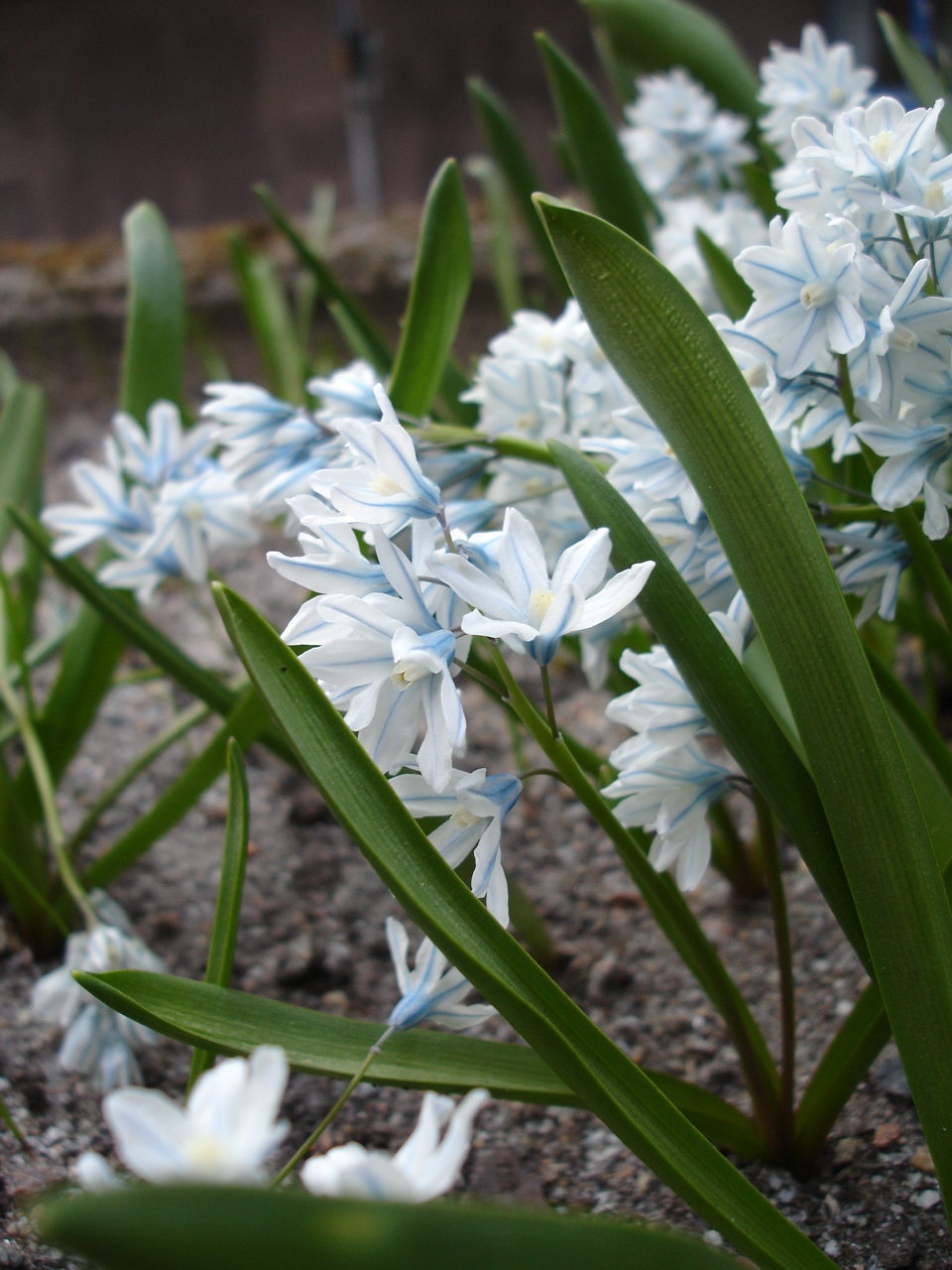
Habitus, Laubblätter und Blütenstände

### Vegetative Merkmale
Die Puschkinie ist eine ausdauernde, krautige Pflanze, die Wuchshöhen von 8 bis 15, teils auch bis 20 Zentimetern erreicht. Dieser Geophyt bildet Zwiebeln als Überdauerungsorgane aus.
Die meist ein bis zwei, selten auch drei nur grundständigen, parallelnervigen Laubblätter sind meist 7 bis 18, manchmal auch bis 24 Millimeter breit und ungefähr so lang wie der Stängel.

### Generative Merkmale
Die Blütezeit ist hauptsächlich im April, zum Teil beginnt sie schon im März und dauert bis in den Mai. Meist vier bis zwölf nickenden Blüten sind in einem lockeren, eiförmigen, traubigen Blütenstand angeordnet, selten stehen sie einzeln. Die Tragblätter sind sehr kurz. Die Blütenstiele sind bis 6 Millimeter lang, zur Fruchtzeit auch bis zu 15 Millimeter.
Die zwittrigen Blüten sind dreizählig. Die sechs Blütenhüllblätter sind 7 bis 11 Millimeter lang und zu einem Viertel bis einem Drittel verwachsen. Die Blütenhüllblätter sind blass himmelblau gefärbt und weisen dunklere blaue Längsstreifen auf. Selten sind sie ganz weiß oder grün überlaufen. Zwischen der Blütenhülle und den Staubblättern befindet sich eine weiße, sechslappige Nebenkrone, die 2 bis 3 Millimeter lang ist. Es sind sechs zusammen geneigte Staubblätter vorhanden. Die Staubfäden sind sehr kurz und dünn, und dadurch sind die Staubbeutel fast sitzend und alternieren mit den Nebenkronenlappen. Der Griffel ist kurz.
Sie bilden Kapselfrüchte aus. Die Samen sind hell-braun.
Die Chromosomenzahl beträgt 2n = 10.

## Vorkommen
Das natürliche Verbreitungsgebiet der Puschkinie umfasst die Südost-Türkei, den Kaukasusraum, Nord-Irak, Nord- und West-Iran sowie das Gebiet von Libanon und Syrien. In Mitteleuropa kommt die Puschkinie verwildert vor. Sie gedeiht im Heimatgebiet auf feuchten, subalpinen bis alpinen Wiesenhängen mit schmelzendem Schnee in Höhenlagen von 1700 bis 3500 Metern.

## Taxonomie
Die Erstbeschreibung von Puschkinia scilloides erfolgte 1805 durch Michael Friedrich Adams in Nova Acta Academiae Scientiarum Imperialis Petropolitanae, Band 14, Seite 164.

## Nutzung
Die Puschkinie wird gelegentlich als Zierpflanze in Rabatten genutzt. Sie ist seit 1808 in Kultur. Vom Habitus ähnlich ist der Mischtschenko-Blaustern, der jedoch freie Staubblätter hat.

## Sonstiges
Diese Art ist sehr formenreich, kultiviert wird meist die Libanon-Kegelblume Puschkinia scilloides var. libanotica (Zucc.) Boiss. (Syn.: Puschkinia libanotica Zucc.). Diese erreicht Wuchshöhen 10 bis 20 Zentimetern, hat einen dichten Blütenstand und ist in allen Teilen größer.